# Aguijan

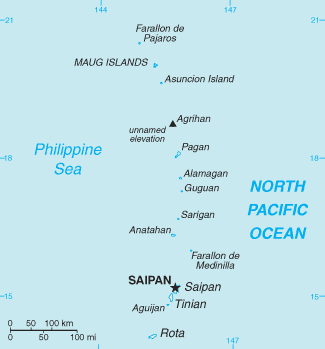
Nordmarianerna

Aguijan (chamorro Agiguan, även Goat Island) är en ö i Nordmarianerna i västra Stilla havet.

## Geografi
Aguijan är en liten ö bland Nordmarianerna och ligger cirka 18 km söder om huvudön Saipan och cirka 150 km nordöst om Guam. Geografiskt ligger ön i Mikronesien.
Ön är av vulkaniskt ursprung och har en sammanlagd areal om ca 7 km² med en längd på ca 4 km och ca 1 km bred. Den högsta höjden är Alutom på 165 m ö.h.
Den obebodda ön är svåråtkommligt då i stort hela kusten utgörs av höga klippor.
Förvaltningsmässigt ingår Aguijan i kommunen Tinian Municipality.

## Historia
Marianerna har troligen varit bebodd av polynesier sedan 1500-talet f Kr. Ögruppen upptäcktes av portugisiske Ferdinand Magellan i mars 1521 som då namngav öarna "Las Islas de Los Ladrones". Öarna hamnade 1667 under spansk överhöghet och döptes då om till "Islas de las Marianas".
Aguijan utgjorde ända fram till 1695 det sista motståndslägret för Chamorrofolket (ursprungsbefolkningen) mot det spanska kolonialväldet i Nordmarianerna
Under första världskriget ockuperades området i oktober 1914 av Japan. Japan erhöll förvaltningsmandat över området av Nationernas förbund vid Versaillesfreden 1919. Marianerna ingick sedan i Japanska Stillahavsmandatet.
Under andra världskriget stationerades en japansk garnison på ön som kapitulerade och överlämnade sig den 4 september 1945 till amerikanska styrkor.